# Paços do Concelho Século XXI
O edifício Paços do Concelho Século XXI, igualmente conhecido como Nova Câmara Municipal de Lagos, é a sede do Município de Lagos, na região do Algarve, em Portugal.

## Descrição
O edifício situa-se na Praça do Município, numa área que além de ser um importante eixo de comunicações, também se afirmou como um pólo de renovação urbana. Assim, foi planeado pela empresa Progitape no sentido de exprimir estas duas realidades através das suas fachadas, com o lado poente a apresentar um formato mais urbano e maciço em betão, representando a terra, enquanto que o lado nascente utiliza principalmente a madeira, em alusão ao mar. O elemento mais destacado no imóvel é o volume do auditório/salão nobre, que sobressai no sentido da praça, numa aproximação da função pública entre o interior e o exterior.
Conta com um auditório onde são periodicamente organizados eventos, tendo por exemplo 

## História
O edifício foi inaugurado em 6 de Julho de 2009 para albergar os serviços da Câmara Municipal de Lagos, que até essa altura tinham sido instalados em vários pontos da cidade. A construção do edifício permitiu melhorar as condições de acesso e conforto tanto dos funcionários como dos utentes, alcançado desta forma uma maior eficiência. Originalmente, a autarquia de Lagos estava baseada no edifício dos Antigos Paços do Concelho, que após a construção das novas instalações ficou apenas como sede da Assembleia Municipal.
Em Fevereiro de 2018, foi apresentado no auditório o programa Instrumento Financeiro para a Reabilitação e Revitalização Urbanas 2020, e em Agosto de 2019 foram realizadas as conferências Monte Molião: um projeto internacional. Em Julho de 2019, foi organizada uma festa para comemorar o décimo aniversário do edifício.